# John L. Mitchell
John Lendrum Mitchell, född 19 oktober 1842 i Milwaukee, Wisconsinterritoriet, död 29 oktober 1904 i Milwaukee, Wisconsin, var en amerikansk demokratisk politiker. Han representerade delstaten Wisconsin i båda kamrarna av USA:s kongress, först i representanthuset 1891-1893 och sedan i senaten 1893-1899.
Fadern Alexander Mitchell var en förmögen bankman som representerade Wisconsins fjärde distrikt i USA:s representanthus 1871-1875. Fadern hade 1839 invandrat till USA från Skottland.
Mitchell studerade utomlands i Dresden och München i Tyskland samt i Genève i Schweiz. Han deltog i amerikanska inbördeskriget i nordstaternas armé. Han var sedan verksam som jordbrukare och som affärsman. Han tjänstgjorde en mandatperiod i representanthuset och en mandatperiod i senaten.
Mitchells grav finns på Forest Home Cemetery i Milwaukee. General Billy Mitchell var hans son.